# Mangora uziga
Mangora uziga là một loài nhện trong họ Araneidae.
Loài này thuộc chi Mangora. Mangora uziga được Herbert Walter Levi miêu tả năm 2007.